# Denise Grandjean
Denise Grandjean est une éleveuse de porc valaisanne née à Champéry le 28 juillet 1934. Elle est devenue le symbole du mouvement de revendication des petits exploitants de porcheries en Suisse dès 1982,,.    

## Biographie
Surnommée la Dame aux cochons depuis 1972, Denise Grandjean a milité durant les années huitante en faveur de prix corrects pour la production agricole, la qualité intrinsèque des produits, le respect des personnes consommatrices, ainsi que pour des conditions de production respectueuses de l'environnement. Avec son mari et dans des conditions financières très difficiles, elle a construit et exploité une petite exploitation agricole familiale à Monthey,.   
En avance sur son temps, l'éleveuse fut la première en Suisse à réclamer un label de qualité et à s'insurger des méthodes d'engraissage des porcs qui augure l'utilisation des farines animales et l'épizootie de la vache folle qui s'ensuit. En 1977, elle vantait déjà les bienfaits d'un élevage en liberté sur les ondes de la radio suisse romande.  
Les étapes de sa vie et de son combat sont racontées et documentées dans un ouvrage édité à compte d'auteur,.  

## Combat de la "Dame au cochons"
Le combat de Denise Grandjean est marqué par plusieurs actions principales. 
En décembre 1982, l'éleveuse adresse une lettre ouverte aux principaux journaux de la Suisse romande pour dénoncer les méthodes modernes de production de viande. Le même mois, elle propose aux autorités fédérales d'introduire un prix différencié selon que la viande provient d'un petit producteur ou d'une exploitation industrielle, ainsi qu'un label de qualité différentié avec la mention "porc industriel" ou "porc naturel". 
Le 16 du même mois de décembre, elle manifeste devant le Palais fédéral à Berne avec deux de ses cochons surnommés Fritz (Honegger - conseiller fédéral chargé de l'agriculture) et Jean-Claude (Piot - directeur de l'Office fédéral de l'agriculture) pour y dénoncer un système de subventionnement qui avantage les grandes entreprises d'élevage et la stagnation du prix du kilogramme de viande abattue,. Cette action marque l'opinion publique. Elle obtiendra une première réponse officielle des autorités suisses au début du mois de janvier 1983.
En janvier 1983, par le biais d'une pétition, Denise Grandjean indique aux autorités de la ville de Monthey et du canton du Valais qu'elle déduira de sa déclaration d'impôt la totalité de son impôt sur le revenu agricole,,. 
En mars 1983, lors de la manifestation organisée par l'Union des producteurs suisses à laquelle elle assiste, les paysans en colère dérobent symboliquement de la viande de porc dans une succursale d'un grand distributeur,.
Denise Grandjean retourne à Berne sur la Place fédérale avec ses deux porcelets, notamment le 1er juin 1983 pour tenter d'y rencontrer le conseiller fédéral Kurt Furgler, sans succès, et le 11 juin 1986 pour dénoncer le scandale des soupes de cadavres d'animaux destinées à l'engraissage des porcs. 
En 1995, elle continuait à dénoncer le faible prix du kilogramme de viande acheté au producteur par les grands distributeurs, prix à l'époque identique à celui de 1921.
Dans son combat, Denise Grandjean sera notamment soutenue par le WWF et l'Union des producteurs suisses.